# Augustin Keller (Politiker)

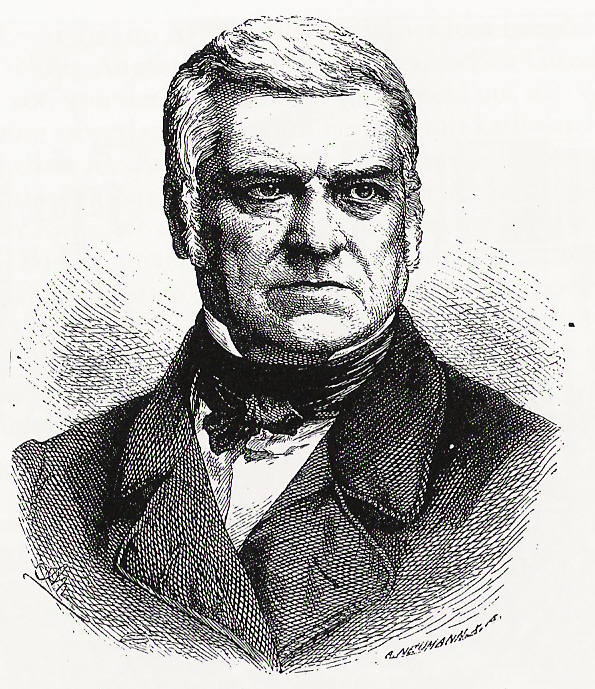
Augustin Keller

Augustin Keller (* 10. November 1805 in Sarmenstorf; † 8. Januar 1883 in Lenzburg) war ein Schweizer Politiker aus dem Kanton Aargau und einer der Mitbegründer der christkatholischen Kirche. Er gilt als Auslöser des Aargauer Klosterstreits und war damit für die Aufhebung aller Aargauer Klöster im Jahr 1841 verantwortlich.

## Biografie
Der aus einer Kleinbauernfamilie stammende Keller besuchte 1822 bis 1825 die Kantonsschule Aarau und studierte anschliessend in München und Breslau Philologie, Pädagogik, Geschichte, Philosophie und Nationalliteratur. Während seines Studiums wurde er 1827 Mitglied der Alten Breslauer Burschenschaft Arminia. Ab 1831 wirkte Keller als Lehrer am Gymnasium in Luzern und war von 1834 bis 1856 Direktor des Aargauischen Lehrerseminars (zuerst in Aarau, später in Wettingen). In dieser Funktion erwarb er sich grosse Verdienste beim Aufbau des Bildungswesens im Kanton Aargau. Von 1856 bis 1858 war er Präsident der Aargauischen Naturforschenden Gesellschaft.
Weitaus bekannter war er jedoch als liberal-radikaler Politiker und als scharfer Kritiker der römisch-katholischen Kirche (obwohl er selbst Katholik war). 1835 wurde er in den Grossen Rat des Kantons Aargau gewählt, dem er bis 1856 angehörte. Nach einem bürgerkriegsähnlichen Konflikt zwischen Regierungstruppen und katholischen Aufständischen im Januar 1841 bezeichnete Keller in einer Rede im Grossen Rat die Klöster als fortschrittsfeindlich und machte sie für den Aufruhr verantwortlich. Daraufhin liess die Aargauer Regierung alle Klöster im Kanton aufheben. Der Aargauer Klosterstreit löste eine internationale Krise aus und mündete schliesslich im Sonderbundskrieg von 1847, dem ein Jahr darauf die Gründung des Schweizerischen Bundesstaates folgte.
Von 1848 bis 1881 war Keller auf nationaler Ebene politisch aktiv und gehörte fast ununterbrochen dem Nationalrat oder dem Ständerat an. 1857/58 war er Nationalrats- und 1871/72 Ständeratspräsident. Von 1856 bis 1881 war er zudem Regierungsrat des Kantons Aargau (nachdem er bereits 1848 für kurze Zeit dieses Amt innegehabt hatte). Er setzte sich für die vollständige Gleichberechtigung der Juden ein.
1863 bis 1865 präsidierte Keller die Aargauische Landwirtschaftliche Gesellschaft (ALG) und von 1865 bis 1867 den Schweizerischen Landwirtschaftlichen Verein (SLV). 
Keller verurteilte 1870 als Präsident des katholischen Kirchenrates des Aargaus das Unfehlbarkeitsdogma von Papst Pius IX. und forderte während des Kulturkampfes die Bildung einer unabhängigen schweizerischen Nationalkirche. Er war einer der Mitbegründer der neuen Christkatholischen Kirche und wurde 1875 zum ersten Präsidenten des Synodalrates gewählt.
Augustin Keller war mit Josephine Pfeiffer (* 1805) verheiratet, der Tochter von Michael Traugott Pfeiffer. Ab 1847 war er Ehrenbürger von Olsberg, ab 1869 von Aarau und ab 1872 von Epiquerez.
Enkelinnen waren die Zeichnerin, Entwerferin und Kunsthandwerkerin Ella Keller sowie die Malerin und Kunstgewerblerin Marie Leupold-Villiger (1871–1924).

## Schriften (Auswahl)
- Gesetzesvorschlag und Kommissional-Bericht an den Tit. Grossen Rath über die Beeidigung der Katholischen Geistlichen des Cantons Aargau. Beck, Aarau 1835.
- Die Aufhebung der Aargauischen Klöster. Eine Streitschrift an die hohen eidgenössischen Stände. Sauerländer, Aarau 1841; franz. Übers.:  Mémoire sur la suppression des Couvens d´Argovie, adressé aux Etats Confédérés. Michel, Delémont 1841.
- Eröffnungsrede an den Aargauischen Grossen Rath, gehalten am 24. Januar 1842 von seinem diessjährigen Präsidenten Augustin Keller. Sauerländer, Aarau 1842.
- Über die Aufhebung und Ausweisung des Jesuitenordens in der Schweiz. Vortrag. Sauerländer, Aarau 1844; frz. Übers.: De l’expulsion des Jésuites hors la Confédération suisse. Discours et réplique de la députation d' Argovie, prononcés en diète dans les séances des 19 et 20 août 1844 par M. Augustin Keller, second député. Delisle, Lausanne 1844.
- Die Moraltheologie des Jesuitenpaters Gury. Sauerländer, Aarau 1869. Zweite Auflage ebenda 1869.
- Ein zweiter Gury oder die Moraltheologie von Kenrick als Ersatz für diejenige des Jesuitenpaters Gury am Priesterseminar zu Solothurn. Sauerländer,  Aarau 1870.
- Die kirchlich-politischen Fragen bei der eidgenössischen Bundesrevision von 1871. Eine Denkschrift mit Revisionsanträgen des Vollziehungskomité’s der Volksversammlung in Langenthal an die Hohe Schweizerische Bundesversammlung. Sauerländer, Aarau 1871.
- Bericht der Diözesan-Abgeordneten an den hohen Regierungs-Rath des Kantons Aargau betreffend die Amtsenthebung des Herrn Eugen Lachat Bischofs von Basel. [Vom] 12. Mai 1873. Albrecht, Aarau 1873.
- Akten betr. die Rekurse aus dem bernischen Jura gegen die Ausweisung katholischer Geistlicher. Jent & Reinert, Bern 1875.
- In rei memoriam: Aktenstücke zur Geschichte der kirchenpolitischen und kirchlichen Kämpfe der siebenziger Jahre, gesammelt und mit Bemerkungen begleitet. Sauerländer, Aarau 1883.
- Glossen und Noten zu der Dokumentensammlung «In rei memoriam. Actenstücke zur Geschichte der kirchenpolitischen und kirchlichen Kämpfe der siebenziger Jahre». Hrsg. aus dem literarischen Nachlass. Sauerländer, Aarau 1884.
- Gedichte. Huber, Frauenfeld 1889 (von Gottfried Keller zur Veröffentlichung empfohlen).

## Gegenschriften
- Karl Kaspar Keiser: Antwort auf Dr. A. Keller’s Schrift: «Die Moraltheologie des Jesuiten Pater Gury: als Lehrbuch am Priesterseminar des Bisthums Basel». Räber, Luzern 1870.
- Karl Kaspar Keiser: Die kirchlich-politischen Fragen bei der Eidgenössischen Bundesrevision von 1871. Die Vorschläge, ihre Entwicklung und ihre Tragweite. Räber, Luzern 1872.